# Nageia nagi
Nageia nagi là một loài thực vật hạt trần trong họ Thông tre. Loài này được (Thunb.) Kuntze miêu tả khoa học đầu tiên năm 1891.